# Angeja
Angeja es una freguesia portuguesa del concelho de Albergaria-a-Velha, con 21,08 km² de área y 2 320 habitantes (2001). Densidad de población: 110,1 hab/km².